# Saint-Usuge
Saint-Usuge est une commune française située dans le département de Saône-et-Loire, en région Bourgogne-Franche-Comté.

## Géographie
Saint-Usuge fait partie de la Bresse louhannaise. Elle appartient au canton de Louhans. Les habitants sont appelés les Saint-Eusébiens.
La commune se situe entre Saint-Germain-du-Bois et Louhans sur la route départementale 13.
Le toponyme Saint-Usuge, qui provient d'une déformation locale de saint Eusèbe, a donné son nom à une race de chien : l'épagneul de Saint-Usuge.

### Hydrographie
La Seille sépare Saint-Usuge de la commune voisine de Montcony (au nord du territoire communal), puis traverse le village, avant de servir à nouveau de limite naturelle à Saint-Usuge, cette fois avec Montagny-près-Louhans et Louhans.
La commune compte également des étangs, dont l'étang de la Vicheresse et l'étang Crépeau.

### Climat
Pour des articles plus généraux, voir Climat de la Bourgogne-Franche-Comté et Climat de Saône-et-Loire.
En 2010, le climat de la commune est de type climat océanique dégradé des plaines du Centre et du Nord, selon une étude du Centre national de la recherche scientifique s'appuyant sur une série de données couvrant la période 1971-2000. En 2020, Météo-France publie une typologie des climats de la France métropolitaine dans laquelle la commune est exposée à un climat semi-continental et est dans la région climatique Bourgogne, vallée de la Saône, caractérisée par un bon ensoleillement (1 900 h/an), un été chaud (18,5 °C), un air sec au printemps et en été et des vents faibles.
Pour la période 1971-2000, la température annuelle moyenne est de 11,2 °C, avec une amplitude thermique annuelle de 17,8 °C. Le cumul annuel moyen de précipitations est de 972 mm, avec 11,6 jours de précipitations en janvier et 7,9 jours en juillet. Pour la période 1991-2020, la température moyenne annuelle observée sur la station météorologique de Météo-France la plus proche, « Montpont », sur la commune de Montpont-en-Bresse à 15 km à vol d'oiseau, est de 11,8 °C et le cumul annuel moyen de précipitations est de 1 026,2 mm. 
La température maximale relevée sur cette station est de 40,3 °C, atteinte le 31 juillet 2020 ; la température minimale est de −16,5 °C, atteinte le 20 décembre 2009,,.
Les paramètres climatiques de la commune ont été estimés pour le milieu du siècle (2041-2070) selon différents scénarios d'émission de gaz à effet de serre à partir des nouvelles projections climatiques de référence DRIAS-2020. Ils sont consultables sur un site dédié publié par Météo-France en novembre 2022.

## Urbanisme

### Typologie
Au 1er janvier 2024, Saint-Usuge est catégorisée commune rurale à habitat dispersé, selon la nouvelle grille communale de densité à sept niveaux définie par l'Insee en 2022.
Elle est située hors unité urbaine. Par ailleurs la commune fait partie de l'aire d'attraction de Louhans, dont elle est une commune de la couronne,. Cette aire, qui regroupe 15 communes, est catégorisée dans les aires de moins de 50 000 habitants,.

### Occupation des sols
L'occupation des sols de la commune, telle qu'elle ressort de la base de données européenne d’occupation biophysique des sols Corine Land Cover (CLC), est marquée par l'importance des territoires agricoles (82,5 % en 2018), en diminution par rapport à 1990 (83,6 %). La répartition détaillée en 2018 est la suivante : 
zones agricoles hétérogènes (42,5 %), prairies (25,7 %), terres arables (14,3 %), forêts (13,3 %), zones urbanisées (4,3 %). L'évolution de l’occupation des sols de la commune et de ses infrastructures peut être observée sur les différentes représentations cartographiques du territoire : la carte de Cassini (XVIIIe siècle), la carte d'état-major (1820-1866) et les cartes ou photos aériennes de l'IGN pour la période actuelle (1950 à aujourd'hui).

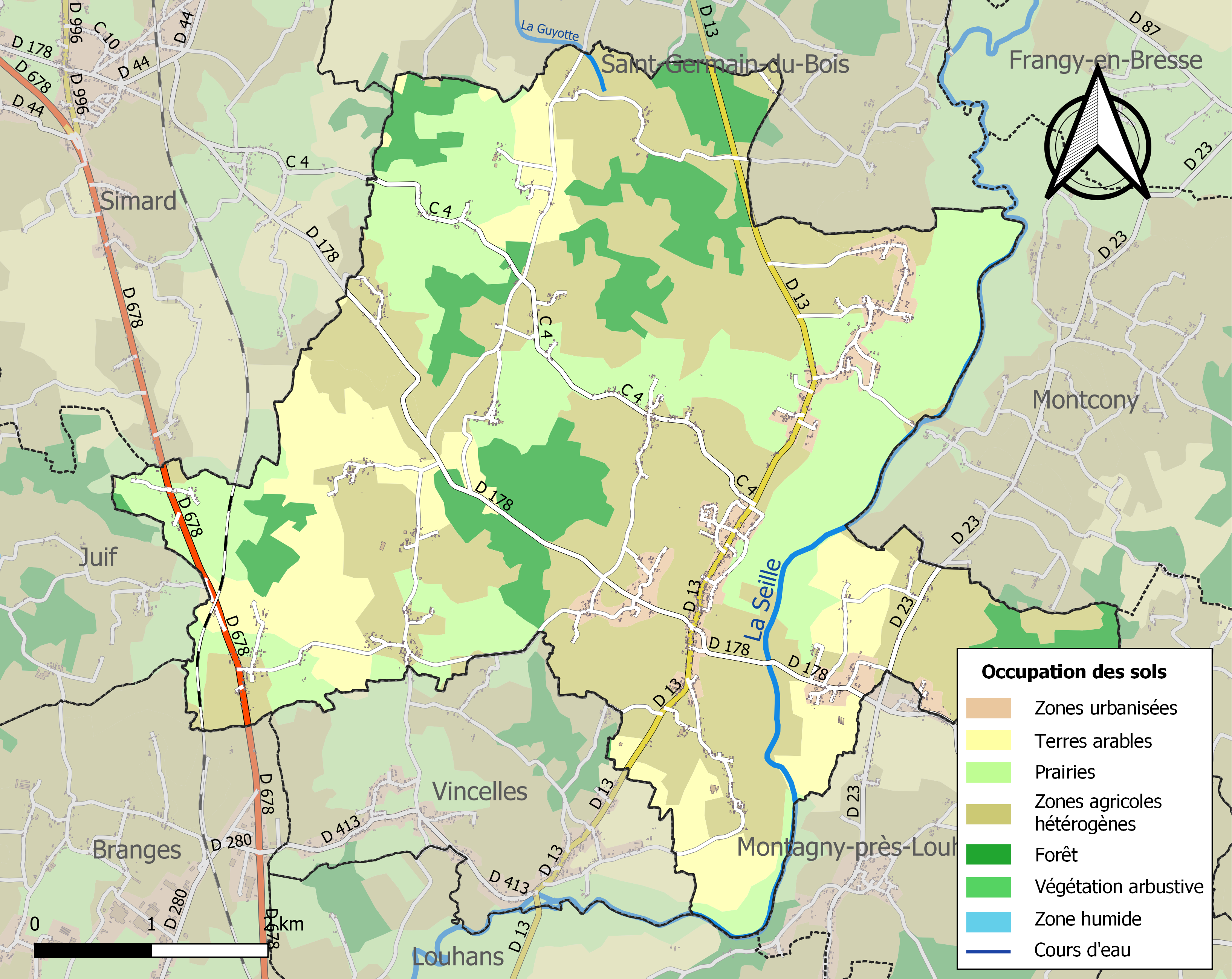
Carte des infrastructures et de l'occupation des sols de la commune en 2018 (CLC).

## Toponymie
En 1280, Renaud de Monconis, seigneur de Montcony, fonde une chapelle dédiée à saint saint Eusèbe de Verceil, un évêque du Piémont. C’est son nom, « Eusèbe », qui, déformé par le patois, donnera « Usuge » et le nom de la paroisse, puis de la commune.

## Histoire
Jusqu'à la Révolution française, Saint-Usuge, localité du département de Saône-et-Loire relevant depuis 1801 du diocèse d'Autun, dépendit du diocèse de Besançon.
1793 : Saint-Usuge, dans le contexte révolutionnaire, change de nom et devient Chalon-sur-Seille.

## Politique et administration

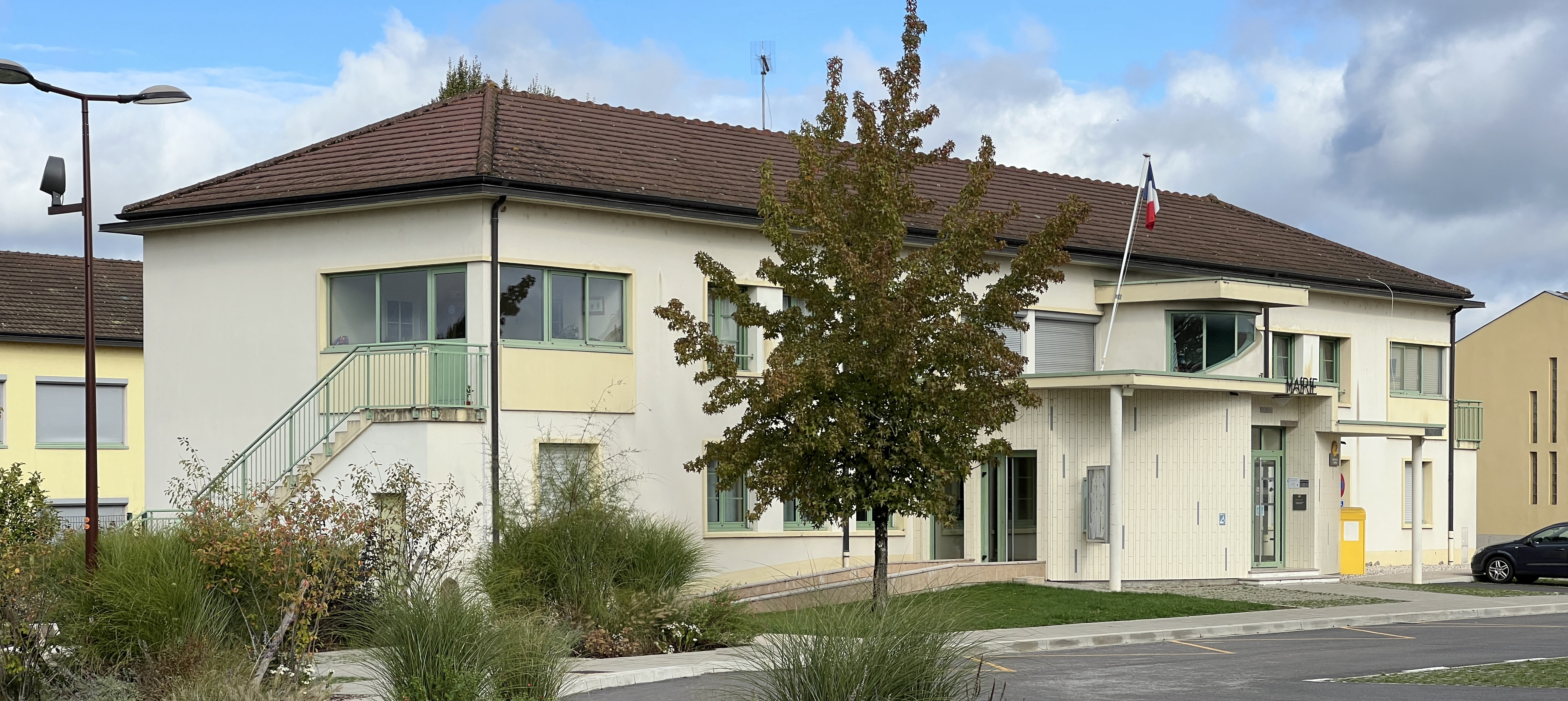
La mairie.

### Tendances politiques et résultats

#### Élections présidentielles
Le village de Saint-Usuge place en tête à l'issue du premier tour de l'élection présidentielle française de 2017, Marine Le Pen (RN) avec 28,14 % des suffrages. Mais lors du second tour, Emmanuel Macron (LaREM) est en tête avec 52,48 %.

#### Élections législatives
Le village de Saint-Usuge faisant partie de la quatrième circonscription de Saône-et-Loire, place lors du 1er tour des élections législatives françaises de 2017, Stéphane Gros (LR) avec 21,37 % des suffrages. Mais lors du second tour, il s'agit de Cécile Untermaier (PS) qui arrive en tête avec 58,89 % des suffrages.
Lors du 1er tour des élections législatives françaises de 2022, Cécile Untermaier (PS), députée sortante, arrive en tête avec 33,56 % des suffrages comme lors du second tour, avec cette fois-ci, 50,48 % des suffrages.

#### Élections départementales
Le village de Saint-Usuge faisant partie du canton de Louhans place le binôme de Mathilde Chalumeau (DVD) et de Anthony VADOT (DVD), en tête, dès le 1er tour des élections départementales de 2021 en Saône-et-Loire avec 69,03 % des suffrages. Lors du second tour, les habitants décideront de placer de nouveau le binôme de Mathilde Chalumeau (DVD) et de Anthony VADOT (DVD) en tête, avec cette fois-ci, près de 83,68 % des suffrages. Devant l'autre binôme menée par Cyriak Cuenin (RN) et Annie Hassler (RN) qui obtient 16,32 %.

### Liste des maires de Saint-Usuge
| Période                                  | Période   | Identité        | Étiquette | Qualité                                                                               |
| ---------------------------------------- | --------- | --------------- | --------- | ------------------------------------------------------------------------------------- |
| mars 1977                                | août 2001 | Grandjean Paul  | PS        | Agriculteur, conseiller général de Saône-et-Loire et Chevalier de la Légion d'Honneur |
| mars 2001                                | août 2009 | Georges Merlin  |           |                                                                                       |
| 14 août 2009                             | 2020      | Michel Buguet   |           |                                                                                       |
| 2020                                     | En cours  | Didier Laurency |           | Éleveur de volailles                                                                  |
| Les données manquantes sont à compléter. |           |                 |           |                                                                                       |

## Démographie
L'évolution du nombre d'habitants est connue à travers les recensements de la population effectués dans la commune depuis 1793. Pour les communes de moins de 10 000 habitants, une enquête de recensement portant sur toute la population est réalisée tous les cinq ans, les populations de référence des années intermédiaires étant quant à elles estimées par interpolation ou extrapolation. Pour la commune, le premier recensement exhaustif entrant dans le cadre du nouveau dispositif a été réalisé en 2005.

En 2022, la commune comptait 1 221 habitants, en évolution de −8,54 % par rapport à 2016 (Saône-et-Loire : −1,06 %, France hors Mayotte : +2,11 %).
| 1793  | 1800  | 1806  | 1821  | 1831  | 1836  | 1841  | 1846  | 1851  |
| ----- | ----- | ----- | ----- | ----- | ----- | ----- | ----- | ----- |
| 2 400 | 2 159 | 2 131 | 2 370 | 2 473 | 2 328 | 2 420 | 2 391 | 2 442 |

| 1856  | 1861  | 1866  | 1872  | 1876  | 1881  | 1886  | 1891  | 1896  |
| ----- | ----- | ----- | ----- | ----- | ----- | ----- | ----- | ----- |
| 1 580 | 2 269 | 2 311 | 2 280 | 2 334 | 2 320 | 2 281 | 2 236 | 2 250 |

| 1901  | 1906  | 1911  | 1921  | 1926  | 1931  | 1936  | 1946  | 1954  |
| ----- | ----- | ----- | ----- | ----- | ----- | ----- | ----- | ----- |
| 2 189 | 2 230 | 2 188 | 2 008 | 2 010 | 1 900 | 1 871 | 1 794 | 1 694 |

| 1962  | 1968  | 1975  | 1982  | 1990  | 1999  | 2005  | 2006  | 2010  |
| ----- | ----- | ----- | ----- | ----- | ----- | ----- | ----- | ----- |
| 1 561 | 1 455 | 1 223 | 1 116 | 1 105 | 1 052 | 1 080 | 1 081 | 1 230 |

| 2015  | 2020  | 2022  | - | - | - | - | - | - |
| ----- | ----- | ----- | - | - | - | - | - | - |
| 1 324 | 1 256 | 1 221 | - | - | - | - | - | - |

## Vie locale

### Culte
Saint-Usuge relève de la paroisse Saint-Pierre en Louhannais, qui regroupe 22 communes et dont le siège est à Louhans.

## Culture locale et patrimoine

### Lieux et monuments
Sont à voir à Saint-Usuge : 
- l'église Saint-Eusèbe, impressionnant bâtiment de briques au profil original en Bresse, qui a été construite à différentes époques : la partie la plus ancienne (la chapelle latérale nord appelée « chapelle de Montcony ») date du XIVe siècle ; viennent ensuite le chœur et la première partie de la nef au XVIe siècle, le clocher-porche et les deux premières travées de la nef étant en revanche du XVIIIe siècle[23] ;
- les mottes féodales des Granges de Rupt et de Charangeroux ;
- le château de la Canière ;
- le musée du vélo.

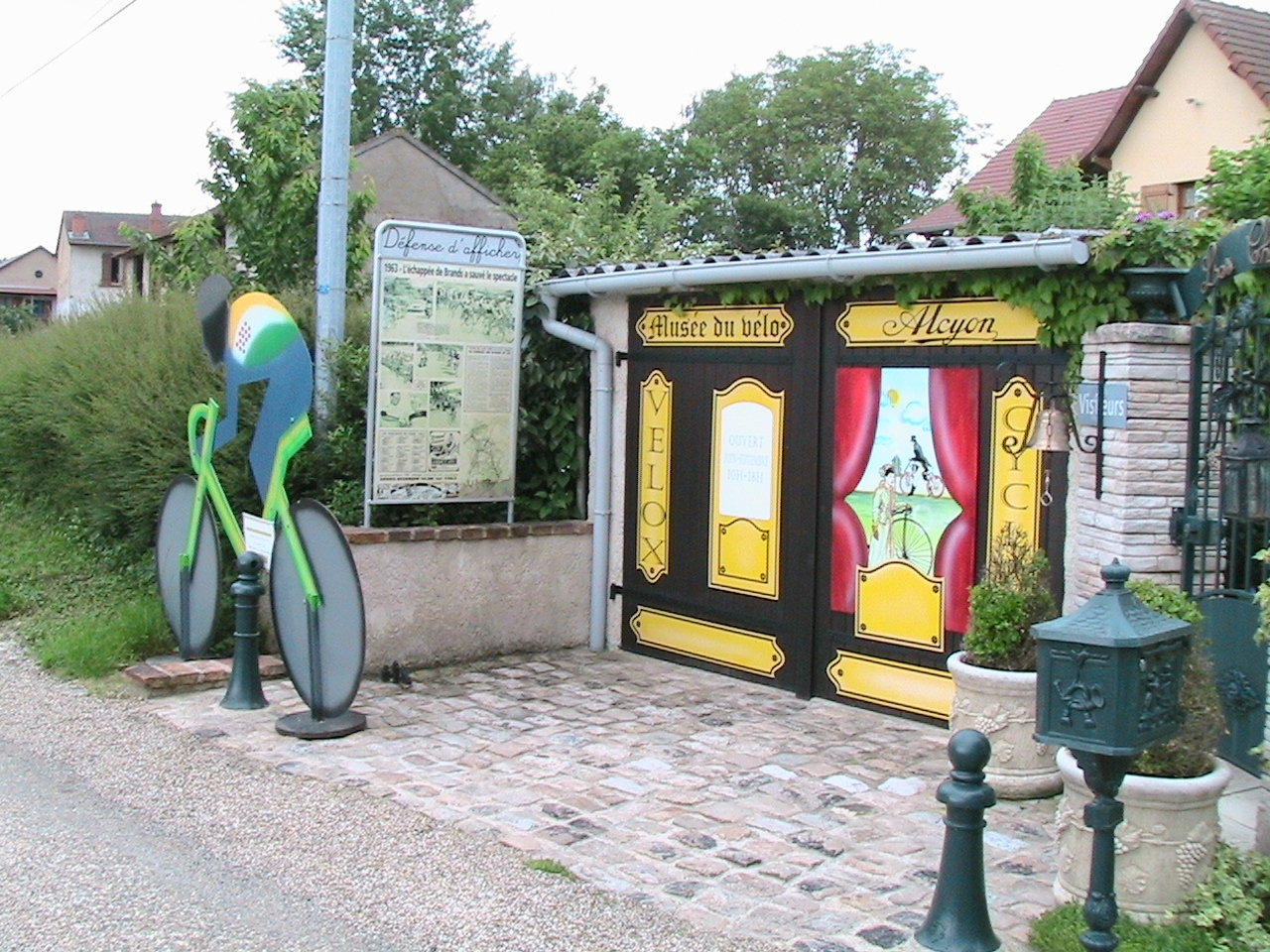
Le musée du vélo.
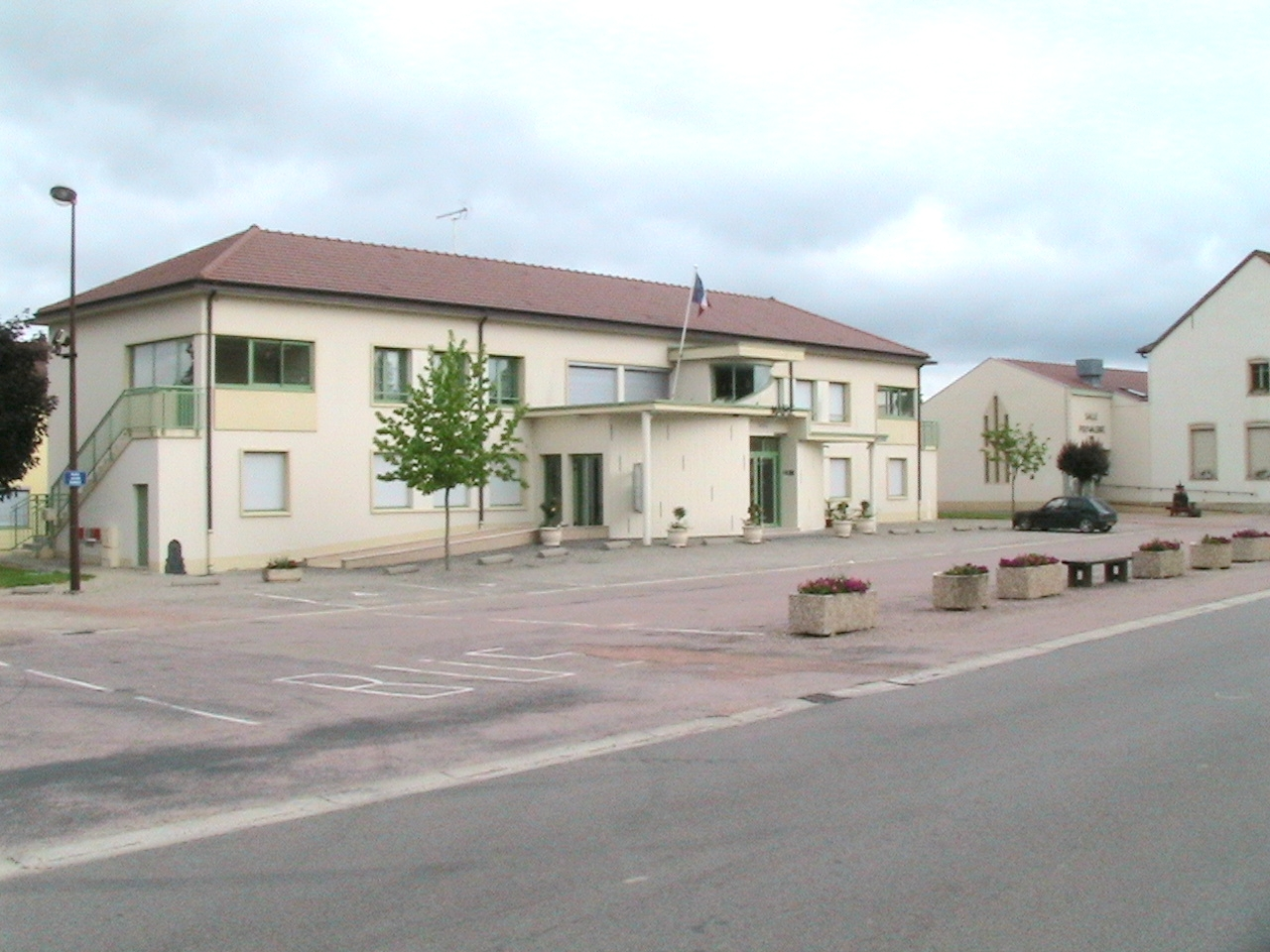
La mairie.

### Personnalités liées à la commune
Parmi les personnalités attachées à l'histoire de Saint-Usuge figurent :
- Jean-Joseph-Philibert Guillemaut-Mailly, né en 1778 à Saint-Usuge et décédé en 1854 à Louhans, homme politique qui fut maire de Louhans et député de Saône-et-Loire ;
- Julien Duriez, né à Saint-Usuge le 8 novembre 1900 et décédé en 1993, peintre de la Bresse[24].

### Héraldique
| Blason de Saint-Usuge | Blason  | Coupé par une trangle ondée d'azur de deux pièces, l'une voûtée à dextre, l'autre ployée à senestre : au 1er parti au I d'azur à une tête de chien d'or languée de gueules, au II d'or à un clocher franc-comtois d'argent, ouvert et essoré d'azur et mouvant de la pointe, le tout enfermé dans une filière de gueules, à un filet de même brochant sur la ligne de parti ; au 2e parti au I bandé d'or et d'azur, au II d'azur à trois fleurs de lys d'or, le tout enfermé dans une filière partie de gueules et componée de gueules et d'argent, à un filet de gueules brochant sur la ligne du parti. |
| Blason de Saint-Usuge | Détails | Le statut officiel du blason reste à déterminer. |

## Pour approfondir